# نوادر العرب (مسلسل)
نوادر العرب  مسلسل سعودي كوميدي درامي يتناول نوادر العرب ويناقش مجموعة متنوعة من تلك النوادر. تم انتاجه سنة 1996م من تمثيل بكر الشدي،عبدالعزيز الحماد،أشرف عبدالغفور،فؤاد بخش،محمد السبع، إخراج محمد عبدالسلام.

## فريق العمل

### المؤلف
- نبيل حرك

### المخرج
- محمد عبدالسلام

### الممثلين
- بكر الشدي
- عبدالعزيز الحماد
- أشرف عبدالغفور
- فؤاد بخش
- محمد السبع
- محمد عبدالسلام
- مي عبدالنبي
- هاني ناظر
- عبدالرحمن أبو زهرة
- فاطمة التابعي
- عزيزة راشد
- نادية فهمي
- ندى بسيوني.[1]